# توماس الصقلبي
توماس الصقلبي (توفي 208 هـ / 823 م) هو قائد عسكري بيزنطي.
قاد ثورة واسعة النطاق ضد الإمبراطور مايكل الثاني.